# Walter O. Evans Collection of African American Art
La collection Walter O. Evans d'art afro-américain, logée à Savannah en Géorgie (États-Unis), comporte une des collections les plus importantes d'arts visuels créés par des artistes afro-américains datant du XVIIIe siècle jusqu'à nos jours.
Walter O. Evans est un ancien chirurgien de Détroit, devenu, à la fin des années 1970, face à la rareté de ce type de création dans les galeries et musées aux États-Unis, collectionneur d'art Noir américain. Une partie de sa collection, qui compte plus de 300 œuvres majeures (peinture et sculpture) et des milliers d'autres travaux, a été regroupée au musée du Savannah College of Art and Design (SCAD), à Savannah, sa ville natale, où il est revenu au début des années 2000.